# Norlla Amiri
Norlla Amiri (auch Noraollah Amiri; * 23. August 1991 in Malmö) ist ein schwedisch-afghanischer Fußballspieler, der derzeit beim schwedischen Amateurverein Ariana FC Malmö unter Vertrag steht.

## Karriere

### Vereinskarriere
Amiri begann seine Karriere bei BK Olympic in Malmö. Später wechselte er zum Lilla Torg FF, wo er zur Saison 2009 in die erste Mannschaft hochgezogen wurde. Nach zwei Jahren in der vierten Liga wechselte er 2011 in die Division 1 zum Lunds BK. Dort avancierte er, nach dem ersten Jahr mit unregelmäßigen Einsätzen, in der Saison 2012 zum Stammspieler. In 26 Spielen gelangen ihm vier Tore und vier Vorlagen, der Aufstieg wurde nach dem zweiten Platz in der Liga in der Aufstiegsrelegation gegen den IFK Värnamo aber verpasst. Zur Saison 2013 wechselte er trotz seines Status eine Liga tiefer zu KSF Prespa Birlik, kehrte aber nach einer Saison wieder zurück. 
In der Saison 2014 verpasste der Lunds BK den Aufstieg in die Superettan, Amiri aber wurde Topscorer der Liga mit 9 Toren und 14 Vorlagen. In der Saison 2015 wechselte er dann zum Ligakonkurrenten Trelleborgs FF, wo er auf Anhieb Ligameister wurde und in die Superettan aufstieg; der Mittelfeldspieler kam in 17 Spielen zum Einsatz und schoss vier Tore. 
Dann spielte er kurzzeitig für den FC Rosengård und erneut bei Lunds BK. Seit 2018 steht er beim Siebtligisten Ariana FC Malmö unter Vertrag.

### Nationalmannschaft
Amiri debütierte in der afghanischen Nationalmannschaft am 16. Juni 2015 beim WM-Qualifikationsspiel gegen Kambodscha (1:0), als er vier Minuten vor Schluss für Esmat Shanwary eingewechselt wurde. Sein erstes Tor schoss er am 13. Oktober 2015 gegen Syrien bei der 2:5-Niederlage zum zwischenzeitlichen 1:3. Amiri wurde von Trainer Petar Šegrt in den Kader für die Südasienmeisterschaft 2015 berufen. Er kam in vier Spielen zum Einsatz und wurde am Ende nach der Finalniederlage gegen Indien Vize-Südasienmeister.

## Erfolge
Nationalmannschaft
- Vize-Südasienmeister: 2015

Trelleborgs FF
- Schwedischer Drittligameister und Aufsteiger in die Superettan: 2015